# Lone Larsen (dirigent)
Lone Larsen är född 23 augusti 1973 i Vind på Jylland i Danmark. 
Hon är dirigent och konstnärlig ledare för vokalensemblen VoNo, en ensemble med 12 professionella sångare - som har utvecklat ett eget sceniskt uttryck sedan starten 1999 där kreativt medskapande och improvisation bidrar till nyskapande inom körgenren. 
Lone är professor i kördirigering och har utbildat kyrkomusiker vid Marie Cederschiöld Högskola (fd Ersta Sköndal Högskola) från 2008-2024.
Som frilansande dirigent är hon anlitad till konsertprojekt nationellt och internationellt och jobbar kontinuerligt med etablerade professionella körer. Hon ger regelbundet masterclasses och workshops vid internationella konvent, dirigentkurser och festivaler. Lone har varit kormästare, dirigent och konstnärlig projektledare för ett flertal föreställningar på Folkoperan i Stockholm.
2011–2015 var hon konstnärlig ledare för Vokal Nord i Norge och 2008–2009 kormästare för Eric Ericsons Kammarkör. Lone var uttagen som en av deltagarna i den första Eric Ericson Award och 2008 blev hon utsedd till Årets Körledare av Föreningen Sveriges Körledare.
Lone Larsen är återkommande lärare på Choral Art vid Banff Centre for Arts and Creativity i Kanada - ett program som syftar till att utbilda och inspirera tonsättare och dirigenter internationellt att skriva och skapa ny innovativ körmusik - och vid Conducting 21C, en internationell kurs arrangerad av Eric Ericson Choral Centre som ger körledare verktyg att arbeta med sociala sammanhang.  
Lone Larsen är utbildad vid Nordjysk Musikkonservatorium i Aalborg, Danmark, men bosatt i Sverige sedan 1998. År 2000 tog hon diplom i kördirigering vid Kungliga Musikhögskolan i Stockholm, och flyttade senare till New York, USA i 2 år där hon var gästlärare vid bland annat Aaron Copland School of Music och studerade vid Juilliard School of Music.
Lone Larsen har arbetat med Svenska Radiokören, Eric Ericsons Kammarkör, Danmarks Radios Vokal Ensemble, Estlands nationella manskör – RAM, Pro Coro Canada, ORCAM Madrid, Drottningholms Barockensemble, Platum Integrum, Helsingborgs symfoniorkester med flera samt undervisat vid såväl Kungliga Musikhögskolan i Stockholm, Stockholms Musikgymnasium, Adolf Fredriks Musikklasser och vid Adolf Fredriks kyrka. 